# Primavera croata

Emblema della SR Croazia

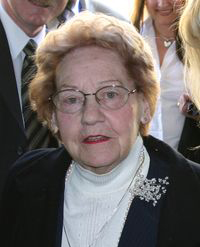
Savka Dabčević-Kučar, una delle figure più importanti della primavera croata; Primo capo di governo femminile d'Europa

La Primavera croata (in croato Hrvatsko proljeće, chiamata anche masovni pokret o MASPOK, cioè "movimento di massa") fu un movimento culturale e politico emerso attraverso la Lega dei comunisti croati alla fine degli anni '60. Il movimento si oppose all'integralismo politico, chiedendo riforme economiche, culturali e politiche nella Repubblica Socialista Federale di Jugoslavia e rivendicando una maggiore autonomia e più diritti per la Repubblica di Croazia all'interno della Jugoslavia. 
Nel 1971, le autorità jugoslave, percependo la Primavera croata come una minaccia all'unità e alla stabilità dello Stato federale, repressero duramente il movimento. Furono arrestati molti leader e attivisti del MASPOK, mentre vennero limitate le libertà politiche e culturali. Questa repressione segnò la fine della fase più aperta e riformista del movimento, con un conseguente rafforzamento del controllo centralizzato da parte del governo jugoslavo.

## Storia

### Contesto storico
Gli anni '60 e '70 in Croazia furono segnati da una graduale emancipazione dalle politiche titoiste ancora vigenti in Jugoslavia dopo la Seconda guerra mondiale. Nonostante la significativa resistenza da parte delle forze conservatrici, fu un periodo caratterizzato da importanti cambiamenti, tra cui le riforme economiche che, negli anni 1964-1965, diedero inizio a un modello di economia di mercato, e la democratizzazione della Lega dei comunisti della Jugoslavia tra il 1966 e il 1969, che attribuì un ruolo più rilevante alle leghe di ciascuna repubblica e provincia.
Gli anni '60 videro in Croazia anche l’ascesa delle scienze sociali: le discipline come le scienze politiche e la sociologia furono introdotte nelle università, nonostante la resistenza dei comunisti più puri. Dopo aver studiato all’estero, in paesi occidentali, gli scienziati sociali introdussero il pensiero critico nelle università di provenienza, trasformandole progressivamente in centri di opposizione e di critica al regime, in particolare a Lubiana, Zagabria e Belgrado.
Dopo anni di persecuzioni e repressione da parte del regime negli anni '40 e '50, lo status della Chiesa cattolica in Croazia migliorò grazie alla democratizzazione del Paese, in particolare a seguito del Concilio Vaticano II (1962-1965) e dell’instaurazione di relazioni diplomatiche tra il Vaticano e la Jugoslavia nel 1966. A metà degli anni '60, gli eventi religiosi pubblici furono nuovamente permessi e il rapporto tra la Chiesa e lo Stato iniziò a fondarsi su una reciproca tolleranza. Tuttavia, la Chiesa cattolica in Croazia non assunse un ruolo attivo nel movimento nazionale, né negli eventi politici ad esso associati, pur mantenendo una solidarietà privata verso i riformisti.

### Richieste politiche
A seguito della rimozione di Aleksandar Ranković, nel marzo 1967 un gruppo di 130 eminenti poeti e linguisti croati, tra cui 80 membri del Partito Comunista, pubblicò la Dichiarazione sullo status e il nome della lingua standard croata. Successivamente al 1968, gli obiettivi patriottici espressi in tale documento evolsero in un più ampio movimento per la rivendicazione di maggiori diritti per la Croazia, che ricevette un sostegno significativo a livello popolare, specialmente tra numerose organizzazioni studentesche che manifestarono attivamente il proprio appoggio.
Una generazione più giovane di politici riformatori all’interno delle organizzazioni del Partito comunista delle repubbliche federali contribuì a dare slancio al movimento, nel tentativo di superare il monopolio del Partito e di ampliare i diritti civili. Tra i temi di rilievo emerse il diritto di essere orgogliosi della propria storia nazionale, una questione che irritò profondamente il governo comunista guidato dal presidente Josip Broz Tito. Tra le problematiche sollevate vi fu la pratica adottata dall’Esercito popolare jugoslavo di assegnare i giovani alla leva militare obbligatoria nelle repubbliche diverse da quella di origine, piuttosto che nelle proprie regioni natali.
Vi furono anche alcuni tentativi, marginali, di richiamare l’attenzione delle autorità sull’idea di annettere l’Erzegovina alla Croazia, sul modello della Banovina della Croazia istituita nel Regno di Jugoslavia tra il 1939 e il 1941. Tuttavia, questa proposta era ben lontana dalle reali rivendicazioni avanzate dai leader della Primavera croata. In molti casi, simili argomentazioni venivano strumentalmente introdotte nel dibattito pubblico come false piste (o definite localmente come aringhe rosse), con l’intento di screditare il movimento, etichettandolo come espansionista e, in ultima analisi, separatista, nonostante le sue richieste si concentrassero principalmente su una maggiore autonomia e sul decentramento all’interno della federazione jugoslava.

### Problemi economici
Nei primi giorni del movimento, la leadership politica croata avanzò richieste di democratizzazione e decentralizzazione dell’economia, miranti a consentire alla repubblica di trattenere in Croazia una quota maggiore dei profitti generati, anziché utilizzare esclusvamente le entrate derivanti dal turismo e dagli emigrati per sostenere economicamente altre aree e prevenire il declino economico.
I problemi economici in Jugoslavia contribuirono a un aumento dell’emigrazione economica, che colpì in particolare la Croazia, nonostante la maggior parte delle entrate derivanti dal turismo e il 37% di tutti i lavoratori emigranti jugoslavi provenissero proprio da questa repubblica.
L'economista croato Vladimir Veselica divenne noto in questo periodo per aver evidenziato come la Croazia non fosse riuscita a beneficiare adeguatamente della valuta estera che entrava in Jugoslavia attraverso il suo territorio, utilizzandone una quota sproporzionatamente piccola. Secondo Veselica, l’istituzione di una Banca nazionale indipendente della Croazia avrebbe permesso una distribuzione più equa dei profitti. Tuttavia, rinunciando al diritto di utilizzare la banca federale jugoslava, la repubblica avrebbe dovuto altresì rinunciare all’accesso al fondo federale statale Jugoslavo, destinato alle regioni meno sviluppate.
Alla decima sessione del Comitato centrale della Lega dei comunisti della Croazia, tenutasi il 15 gennaio 1970, Savka Dabčević-Kučar presentò un documento critico nei confronti della retorica, a suo avviso meschina, che sosteneva che la Croazia fosse danneggiata all’interno della Jugoslavia. Nel 1968, il PIL pro capite croato risultava infatti superiore del 25% rispetto alla media nazionale, compresi altri indicatori economici positivi. Tra il 1965 e il 1970, la Croazia utilizzò solamente il 16,5% delle risorse provenienti dal fondo federale di solidarietà, mentre il governo jugoslavo destinò il 46,6% principalmente alle regione meno sviluppate del Kosovo e della Metohija. Furono inoltre sollevate preoccupazioni riguardo al monopolio esercitato dalla Jugoslav Investment Bank e dalla Bank for Foreign Trade di Belgrado sugli investimenti e sugli scambi con l’estero. Il piano quinquennale jugoslavo 1971-75, inizialmente previsto per l’adozione nel luglio 1970, venne posticipato a causa dei conflitti inter-repubblicani, dell’inflazione elevata e della riorganizzazione amministrativa. Nel pieno del movimento, nel novembre 1971, il Consiglio esecutivo federale adottò un congelamento dei prezzi della durata di quattro mesi.

### Disordini pubblici
Nel 1971 il movimento organizzò diverse manifestazioni pubbliche, durante le quali migliaia di studenti di Zagabria scesero in piazza per protestare e sostenere le richieste di riforme e autonomia.
Nel settembre 1971, tre linguisti croati — Stjepan Babić, Božidar Finka e Milan Moguš — pubblicarono un libro di testo di ortografia e grammatica intitolato Hrvatski pravopis (Ortografia croata), contrapposto allo Srpskohrvatski (serbo-croato). Il volume fu immediatamente vietato e quasi tutte le copie furono distrutte. Tuttavia, una copia sopravvissuta raggiunse Londra, dove venne ristampata e pubblicata nel 1972.
La classe dirigente jugoslava interpretò l'intera vicenda come un tentativo di restaurazione del nazionalismo croato, definendo il movimento come sciovinista. Di conseguenza, la polizia represse con durezza i manifestanti. Nel 1971, la leadership della Unione Sovietica esercitò ulteriore pressione su Tito, sia direttamente, attraverso Leonid Breznev, sia indirettamente tramite i suoi ambasciatori in Jugoslavia, con l’obiettivo di rafforzare il controllo del Partito Comunista all’interno dello Stato, apparentemente in linea con la dottrina di Breznev.
Dopo gli scioperi studenteschi, nel dicembre 1971 Tito indusse alcune figure pubbliche che considerava inaffidabili — tra cui Savka Dabčević-Kučar, Miko Tripalo e Dragutin Haramija — a dimettersi dalle loro cariche. Questi furono successivamente reintegrati in ruoli meno influenti all’interno del Partito Comunista di Croazia e dell’amministrazione locale. Secondo le stime di Tripalo, tra il 1972 e il 1973 circa duemila persone furono perseguite penalmente in Croazia per aver partecipato agli eventi legati alla Primavera croata. Tra gli arrestati vi erano il futuro presidente della Croazia Franjo Tuđman e il giornalista dissidente Bruno Bušić. Altri arrestati e condannati includevano attivisti studenteschi come Dražen Budiša, Ivan Zvonimir Čičak, Ante Paradžik e Goran Dodig, oltre a membri di Matica hrvatska quali Vlado Gotovac, Marko Veselica, Šime Đodan, Jozo Ivičević e Hrvoje Šošić. Nel 1972, più di 25.000 persone furono espulse dalla Lega dei comunisti della Croazia. Le forze sociali e politiche conservatrici avviarono una repressione che impedì le riforme finali volte a trasformare la Jugoslavia in una vera federazione di repubbliche e province sovrane, limitando invece sia il concetto politico jugoslavo sia la sua nomenklatura a una forma di "socialismo reale" priva di potenziale.

## Conseguenze
Nel 1974 fu ratificata una nuova costituzione federale che conferiva maggiore autonomia alle singole repubbliche, realizzando sostanzialmente alcuni degli obiettivi del movimento croato della Primavera del 1971.
Lo spegnimento e il calo di importanza della Primavera croata segnò l'inizio di un periodo noto come "silenzio croato" (Hrvatska šutnja), durante il quale i politici croati si astennero dal prendere posizioni più decise nella politica federale, allineandosi con la Lega dei comunisti della Jugoslavia. Questo periodo durò fino al 1989.

## Eredità
Diversi leader studenteschi della Primavera croata emersero successivamente come figure politiche di rilievo dopo il crollo del comunismo. Franjo Tuđman divenne il primo presidente della Croazia, Šime Đodan fu membro del parlamento e ministro della difesa, Ivan Zvonimir Čičak assunse la guida del Comitato croato per i diritti umani di Helsinki, Dražen Budiša divenne leader del Partito Social Liberale Croato, mentre Savka Dabčević-Kučar, Miko Tripalo e Dragutin Haramija furono tra i fondatori del nuovo Partito popolare croato.
La quarta edizione del testo Babić-Finka-Moguš, Hrvatski pravopis, è oggi considerata la norma standard per la lingua croata, sebbene siano stati pubblicati anche altri manuali di ortografia e grammatica croati.

### Ulteriori letture
- Steven L. Burg, "The Yugoslav Crisis," 1969-1972, in Conflict and Cohesion in Socialist Yugoslavia: Political Decision Making Since 1966, Princeton University Press, 1983.
- Jill Irving, The Croatian Spring and the Dissolution of Yugoslavia, in Cohen (a cura di), State Collapse in South-Eastern Europe: New Perspectives on Yugoslavia's Disintegration, Purdue University Press, 2008, ISBN 978-1-55753-460-6.
- (HR) Jakovina (a cura di), Hrvatsko proljeće, 40 godina poslije (PDF), Zagreb, Centre for Democracy and Law Miko Tripalo, Faculty of Humanities and Social Sciences, University of Zagreb, Faculty of Political Science, University of Zagreb, Faculty of Law, University of Zagreb, 2012, ISBN 978-953-56875-1-1.
- Dennison I. Rusinow, Crisis in Croatia Part I: Post-mortems after Karadjordjevo (PDF), in Southeast Europe Series, XIX, n. 4, giugno 1972,  pp. 1-20. URL consultato il 4 febbraio 2018.

| Controllo di autorità | NSK (HR) 000206123 |